# Temni slaniščar
Temni slaniščar (znanstveno ime Selysiothemis nigra) je vrsta raznokrilih kačjih pastirjev iz družine ploščcev, razširjena po večini Sredozemlja in na vzhodu do Srednje Azije.

## Opis
Je edini predstavnik svojega rodu, zelo majhen za raznokrilega kačjega pastirja, saj odrasli dosežejo v dolžino le 30 do 38 mm. Opazna je nesorazmerno velika glava. Samci s starostjo postajajo vedno temnejši in so sčasoma skoraj črni, z rahlim modrikastim odtenkom po trebušnem delu zadka in oprsja, le »obraz« ostane svetlejši. Samice in mladi samci so po telesu svetlorjavi, s črnim vzorcem po hrbtni strani zadka.
Podoben je manjšim predstavnikom kamenjakov (rod Sympetrum), ki pa so bolj rdeči. Od bliže lahko temnega slaniščarja prepoznamo tudi po širokih, redko ožiljenih krilih z bledimi pterostigmami, ki imajo temnejše vzdolžne robove, zaradi česar zgledajo kot enačaji (=).
Odrasli letajo od sredine maja do začetka avgusta, v Španiji tudi še septembra.

## Habitat in razširjenost
Razmnožuje se v plitvih ribnikih in jezerih, vključno s polslanimi bazenčki, ki se poleti izsušijo, uspeva pa tudi v umetnih vodnih telesih, kot so betonski rezervoarji za vodo, ki so lahko precej globoka. Znan je po tem, da se seli na dolge razdalje, zato odrasle najdemo tudi daleč od vode.
Območje razširjenosti je veliko, obsega večji del Sredozemlja, Bližnji vzhod in Srednjo Azijo do Kašmirja in skrajnega vzhoda Kitajske, a populacija nikjer ni zelo številčna. V Evropi je severni rob območja razširjenosti v Padski nižini, na Balkanu pa je prisotnost skoncentrirana na obalah Jadranskega morja. V začetku 20. stoletja so temne slaniščarje opazili v več državah, za katere prej ni bilo podatkov o pojavljanju, kar je delno posledica večje pozornosti, delno pa tudi povečevanju populacije.
V Sloveniji je bil temni slaniščar prvič opažen leta 2012 v Škocjanskem zatoku; tudi za nekatere druge države so znana le posamična opažanja, brez podatkov o razmnoževanju.